# 迪德里克·科特韦赫
迪德里克·约翰内斯·科特韦赫（荷蘭語：Diederik Johannes Korteweg，1848年3月31日—1941年5月10日），男，荷兰数学家。因与古斯塔夫·德弗里斯提出科特韦赫-德弗里斯方程（KdV方程）而知名。

## 纪念
- 科特韦赫-德弗里斯数学研究所[2]